# Monde virtuel

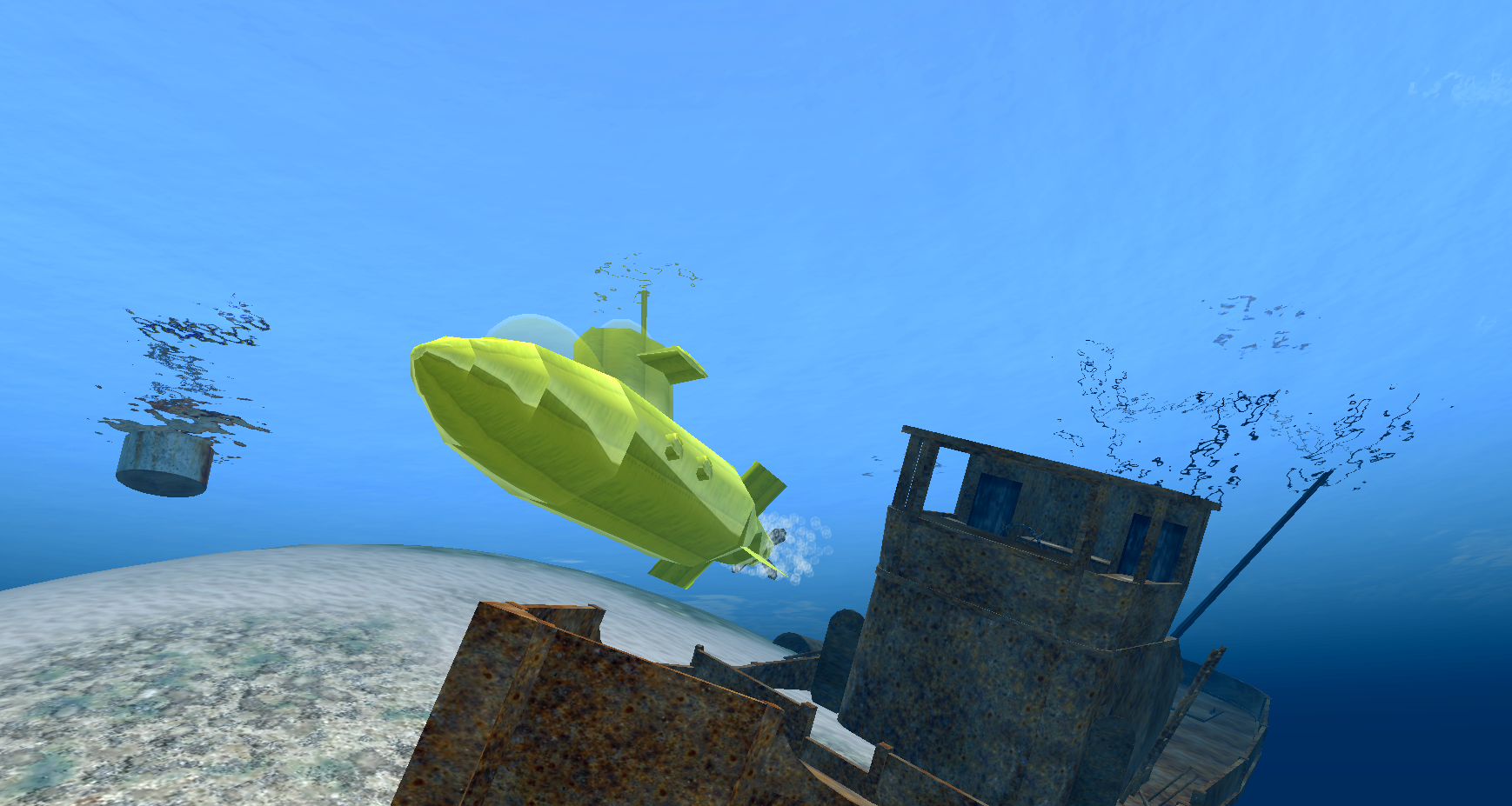
Un sous-marin jaune dans le monde virtuel de Second Life.

Un monde virtuel est un monde créé artificiellement par un logiciel informatique et pouvant héberger une communauté d'utilisateurs présents sous forme d'avatars ayant la capacité de s'y déplacer et d'y interagir. La représentation de ce monde et de ses habitants est en deux ou en trois dimensions.
Ce monde peut simuler le monde réel, avec ses lois physiques telles que la gravité, le temps, le climat, la géographie ou tout au contraire être régie par d'autres. Les lois humaines peuvent également être reproduites. La communication entre les utilisateurs se fait le plus souvent sous forme de texte (ou audio).
On retrouve la plupart du temps des mondes virtuels dans les jeux en ligne massivement multijoueur et particulièrement dans les MMORPG comme EverQuest, Ultima Online ou World of Warcraft ou dans les simulateurs de monde (qui ne sont pas vraiment des jeux puisqu'il n'y a ni règles ni objectifs) comme Komity, Second Life, IMVU, Mamba Nation, Active Worlds.

## Les domaines d'application
Les mondes virtuels sont ou peuvent être utilisés dans une variété de domaines tels que :
- L'éducation (avec les simulations et jeux sérieux permettant de contribuer à une pédagogie active) ;
- Les loisirs, avec les jeux vidéo tels que les MMOG, ou les MMORPG (jeux de rôle en ligne massivement mutijoueurs) ;
- La socialisation, avec par exemple les rencontres sentimentales[2] ;
- Le travail (tel la collaboration) ;
- L'architecture (afin de tester des maquettes, par exemple auprès d'utilisateurs) ;
- L'environnement, l'humanitaire et le développement durable ;
- Le domaine militaire (entrainement au combat ou à la gestion des situations difficiles) ;
- Le médical (est utilisé dans les serious game pour fournir un environnement d'expérimentation pour des enfants hospitalisés avec des maladies très graves, ou pour les autistes[3],[4]) ;
- etc.

## Recherches sur les mondes virtuels
Les mondes virtuels sont l'objet d'un certain nombre de recherches universitaires,, sur les aspects :
- techniques (réalité virtuelle),
- sociaux (anthropologie),
- éducatifs[8],
- économiques[9].
- Géographiques[10]

Par exemple Edward Castronova a travaillé sur la dimension économique. Andreas Kaplan et Michael Haenlein montrent que les utilisateurs considèrent plus un monde virtuel comme une extension de leur monde réel que comme un simple jeu vidéo.

### Liste de mondes virtuels notables
- Active Worlds
- Entropia Universe
- Fantage
- Habbo
- IMVU
- Le Deuxième Monde
- Penguin Island
- Komity (2009-30 janvier 2016)
- Mamba Nation
- Onverse
- OpenSimulator
- PlayStation Home
- Second Life
- Slayers Online

## Mondes virtuels dans la littérature  et le cinéma

### Roman
- Simulacron 3 (1963), de Daniel F. Galouye, qui se déroule dans un monde simulé, adapté à la télévision par Fassbinder sous le titre Le monde sur le fil (1973) et au cinéma par Josef Rusnak sous le titre Passé Virtuel (1999).
- Le Samouraï virtuel (titre anglais : Snow Crash) est un roman de Neal Stephenson se déroulant dans un univers futuriste cyberpunk.
- Neuromancien (titre anglais : Neuromancer), 1984, est un roman de William Gibson.
- La Cité des permutants (titre anglais : Permutation City), 1994, de Greg Egan.

### Cinéma
- Nirvana est un film italien de Gabriele Salvatores, 1997.
- Tron est un film américain réalisé par Steven Lisberger, sorti en 1982.
- Passé virtuel, de Josef Rusnak, 1999
- eXistenZ est un film américain de David Cronenberg, 1999.
- Matrix, 1999 des Wachowski.
- Tron : L'Héritage est un film sorti en 2011 (la suite de Tron).
- Ready Player One est un film américain réalisé par Steven Spielberg sorti en 2018

### Séries télévisées
- Caprica est une série télévisée américaine créée par Ronald D. Moore.
- Noob est une web-série française de Fabien Fournier.
- The Guild est une web-série américaine de Felicia Day

### Bande dessinée
- La série ConvoiTM (1990), par Thierry Smolderen et Philippe Gauckler, qui se déroule dans un "métavers" semblable à celui qu'inventera Neal Stephenson deux ans plus tard.

### Dessins animés
- Code Lyoko est un dessin animé de Jérôme Mouscadet, sorti en septembre 2003 à la télévision française.

### Mangas et anime
- Sword Art Online est une série d'animation japonaise réalisée par Tomohiko Ito, adaptation de la série de romans du même nom de l'auteur japonais Reki Kawahara.
- Accel World est une série d'animation japonaise avec des protagonistes qui sont dans le monde virtuelle dans leurs avatars.